# Philothermus reticulatus
Philothermus reticulatus is een keversoort uit de familie dwerghoutkevers (Cerylonidae). De wetenschappelijke naam van de soort werd in 1980 gepubliceerd door Roger Dajoz.